# Peire Pelet
Peire Pelet (... – 1303) è stato il consignore di Alès, in Linguadoca, sposato a Delfina, sorella di Enrico II di Rodez.
È il senher d'Alest riferito come partecipante al torneyamen, Senhe n'Enric, us reys un ric avar, insieme a suo cognato Enrico e al trovatore Guiraut Riquier. 
Peire era un discendente di un certo Raymond Pelet che prese parte alla prima crociata. Suo padre era Bernard Pelet, morto nel settembre del 1252, il quale lascia la sua intera eredità al figlio maggiore, Guilhelm, sotto la tutela di Bernard de Barre, Guillaume de Pontils e Jean de Bossoles. Nel 1253 Guilhelm, con i suoi tutori e i suoi fratelli più giovani, tra cui Peire, riceve l'omaggio dei vassalli di suo padre: Hugues de Melet, Pierre de Spinasson e molti altri, alla presenza di Pierre Gaucelin, Bérenger de la Fare, Arnaud d'Arsac e Pierre Gaucelin de Follaquier. Morendo Guilhelm senza lasciare eredi, Peire ne diventa il successore. Sposa Delfina prima dell'aprile del 1276, allorché suo fratello rilascia una somma di denaro lasciata a lei dal padre, Enrico I: un centinaio di marchi d'argento o 5000 sols tournois. 
Nel 1274 Giacomo d'Aragona rifiuta l'omaggio e il giuramento di fedeltà di Peire in cambio del suo feudo, in quanto il suo trisavolo, Bertrand Pelet, conte di Melgueil, lo aveva restituito al nonno di Giacomo, Alfonso II. Peire allora muove guerra con Bérenger de Frédol, vescovo di Maguelone, alla contea di Melgueil, che a quel tempo era feudo del vescovo, ottenuto papato. Nel 1276 i contendenti vengono portati davanti alla corte episcopale dell'Arcidiocesi di Narbona. Peire perde la causa e gli viene imposto di pagare 1000 livres a titolo di compensazione. 
Joseph Angalde colloca la data del summenzionato torneyamen intorno al 1280–1281:
- prima della morte di Peire, che lui crede avvenuta nel 1282;
- dopo il ritorno di Riquier dalla Castiglia nel 1279;
- e dopo la successione di Enrico, che lui crede riferito come coms (conte) nel torneyamen, nel 1274.
Questa datazione è stata rivista alla luce degli errori di Anglade (Peire morto nel 1303 ed Enrico viene riferito soltanto come senher, signore). Dal momento che tutti e tre gli interlocutori fanno appello al giudizio del coms d'Astarac, probabilmente Bernardo IV, sembra probabile che il torneyamen risalga al 1281–1284, il periodo durante il quale Riquier è noto per avere indirizzato molte canzoni al conte di Astarac. 